# Placa eurasiàtica
La placa eurasiàtica és una placa tectònica continental que inclou tota Euràsia, amb l'excepció del subcontinent indi, la península Aràbiga, i la part de Sibèria a l'est de la serralada Verkhoiansk. També inclou la part oriental del nord de l'oceà Atlàntic, fins i tot la dorsal mesoatlàntica. La seva extensió és d'uns 67.800.000 km². Les plaques amb les quals limita són:	
- Al nord, amb la placa nord-americana.
- Al sud, amb la placa africana, la placa aràbiga, la placa indoaustraliana.
- A l'est, amb la placa nord-americana, la placa filipina, la placa d'Okhotsk i la placa d'Amúria.
- A l'oest, té una vora divergent amb la placa nord-americana, que dona origen a l'esmentada dorsal atlàntica.

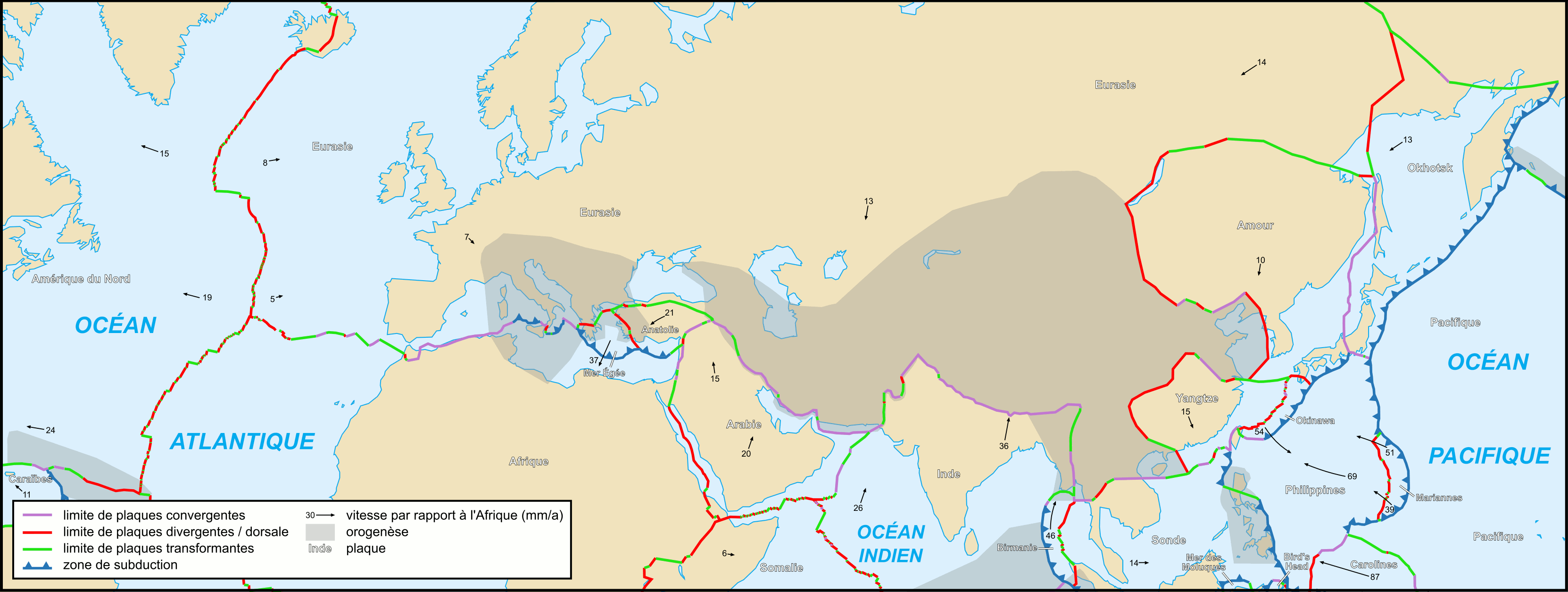
Mapa de la placa eurasiàtica